# Sultanat d'Hobyo
1878 – 1926
48 ans
Entités précédentes :
- Sultanat de Majeerteen

Entités suivantes :
- Somaliland italien

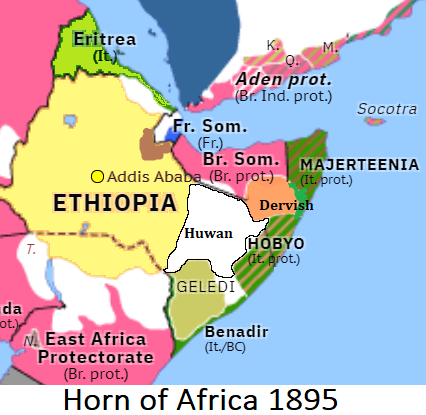
Corne de l'Afrique, vers 1895

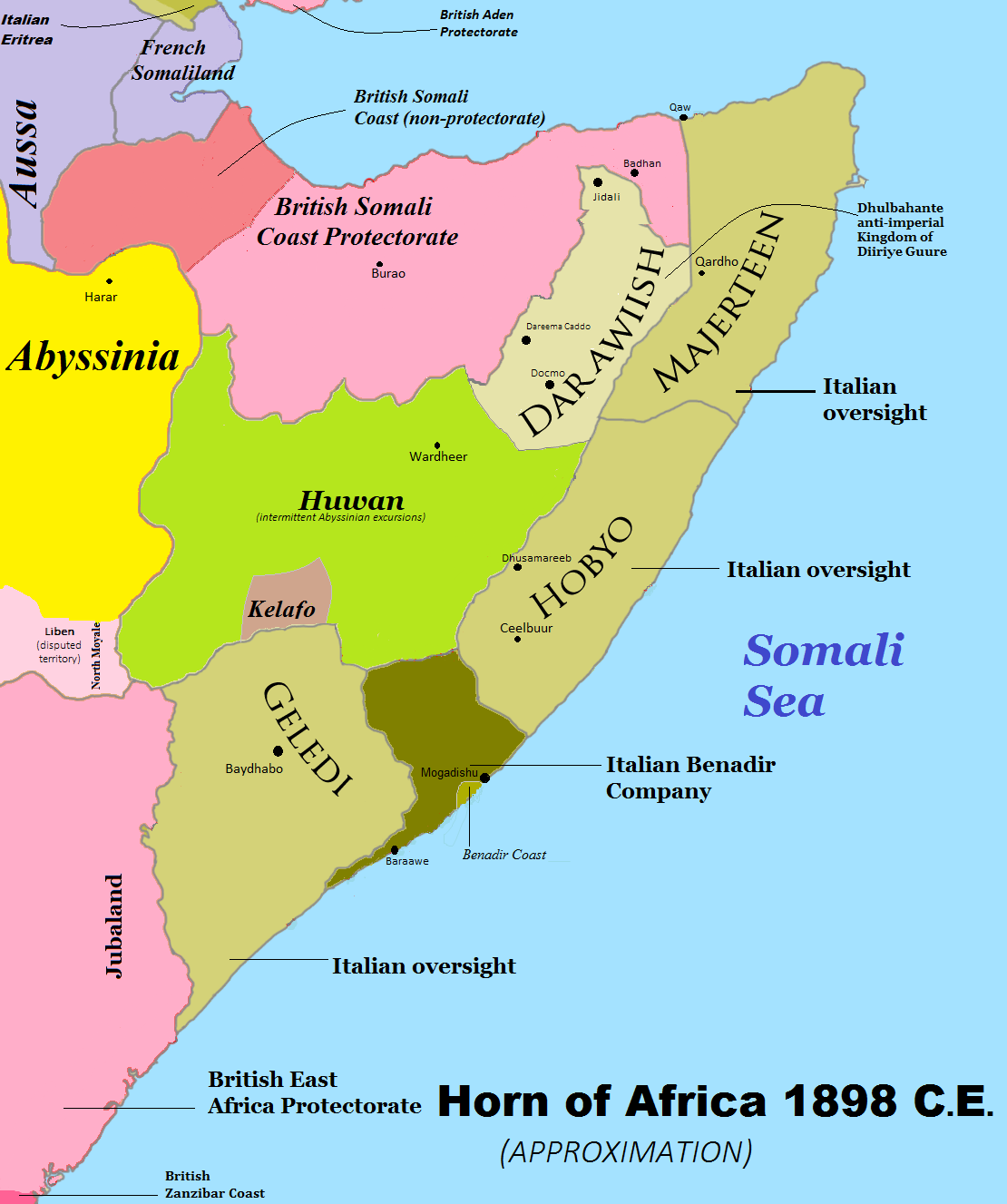
Corne de l'Afrique en 1898

Le sultanat d'Hobyo (somali : Saldanadda Hobyo, arabe : سلطنة هوبيو), ou sultanat d'Obbia, a été un État souverain, de 1878 à 1926, autour de la ville portuaire d'Hobyo (Mudug), sur l'océan Indien, sur une partie de la Somalie et de l'est éthiopien .

## Histoire
Pour approcher le succès du sultanat de Majeerteen, un clan arabo-somali s'allie aux Italiens.
Le protectorat italien (1888-1925) se termine en 1926 avec l'annexion à la Somalie italienne.

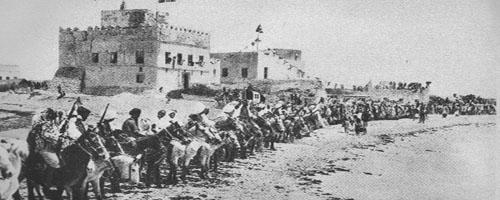
La cavalerie et le fort d'Hobyo.

## Sultans
- Yusuf Ali Kenadid 1878-1900
- Ali Yusuf Kenadid 1900-1925